# La Galera, Veracruz
La Galera är en ort i Mexiko.   Den ligger i kommunen Coatepec och delstaten Veracruz, i den sydöstra delen av landet, 240 km öster om huvudstaden Mexico City. La Galera ligger 1 070 meter över havet och antalet invånare är 178.
Terrängen runt La Galera är kuperad. Runt La Galera är det tätbefolkat, med 331 invånare per kvadratkilometer. Närmaste större samhälle är Xalapa, 10,7 km norr om La Galera. I omgivningarna runt La Galera växer huvudsakligen savannskog.